# سی گوردن فولرتن
چارلز گوردن فولرتن (به انگلیسی: Charles Gordon Fullerton) (زاده ۱۱ اکتبر ۱۹۳۶ - درگذشته	۲۱ اوت ۲۰۱۳) فضانورد اهل کشور ایالات متحده آمریکا که در مأموریت ، اس‌تی‌اس-۳، اس‌تی‌اس-۵۱-اف حضور داشته است.
فولرتن در ۱۱ اکتبر ۱۹۳۶ میلادی در روچستر زاده شد.